# Meridolum corneovirens
Meridolum corneovirens је пуж из реда Stylommatophora и фамилије Camaenidae. 

## Угроженост
Ова врста се сматра угроженом.

## Распрострањење
Аустралија је једино познато природно станиште врсте.

## Станиште
Врста Meridolum corneovirens има станиште на копну.